# Berardo Tancredi Alberti
Berardo Tancredi Alberti (Toscana, m. 1140 o 1141), conegut pel sobrenom de Nontigiova, va ser un noble italià. Fill del comte Alberto II, va ser un important senyor feudal a la regió de Prato, i va seguir una política expansionista dels seus feus arran del seu matrimoni, el 1120, amb la vídua del darrer membre de la casa Cadolingi, malgrat contravenir el testament del darrer comte, fent-se amb castells com Vernio i Mangona.
Fill del comte Alberto II i de la seva muller, Sofia. Situat com un dels comtes més notables de la zona entre Florència i Pistoia, a finals de 1119 o a inicis de 1120 va contraure matrimoni amb Cecilia, filla del comte Arduino de Pàlu i vídua del comte Ugo, darrer representant de la important dinastia Cadolingi. Arran del casament, Berardo va fer-se amb importants possessions d'aquesta família a la Toscana i els Apenins bolonyesos, amb destacats castells com el de Vernio o el de Mangona. Aquesta apropiació era contrària al testament del difunt, que havia estipulat deixar la meitat del patrimoni en usdefruit a la vídua i que no en podria disposar si es tornava a casa, però els Alberti van ignorar-ne les disposicions, fet que va provocar enfrontaments amb la ciutat de Florència al llarg dels anys. A Florència, però, els Alberti també van intentar influir malgrat no tenir-ne la jurisdicció col·locant un germà de Berardo, Goffredo, al capdavant de la diòcesi, que va ocupar el càrrec durant trenta anys.
Amb l'expansió es va establir un nucli important de la senyoria. A més, va començar a tenir relació amb els monestirs fundats pels Cadolingi, per exemple el febrer de 1120 Berardo i Cecilia van donar diversos béns a l'abat del monestir de Santa Maria di Montepiano per remei de l'ànima del difunt comte Ugo. La creixent importància de poder, va portar-lo a tenir un paper destacat a la política, esdevenint partidari del papa Innocenci II en el cisma de 1130, i a ser representant imperial a la Toscana, com ho fou el 4 de juny de 1133 a Roma, on l'emperador Lotari III li dona el qualificatiu de «princeps nostre curie», és a dir, príncep o membre principal de la seva cort.
Val a dir que Cecilia va morir el 1136, sembla que sense descendència, i Berardo es va casar de nou, contraent matrimoni amb Orrabile, filla de Guinidildo, amb qui va tenir dos fills, Alberto i Maria. Va morir entre l'estiu de 1140 i l'estiu de 1141. El seu fill va succeir-lo com a comte, però com tenia quatre anys, va quedar sota la tutela de la seva mare, que en esdevenir vídua va rebre diversos béns en usdefruit.